# Jakub Piotrowski
Jakub Piotrowski (Toruń, 4 de octubre de 1997) es un futbolista polaco que juega en la demarcación de centrocampista para el Udinese Calcio de la Serie A.

## Selección nacional
Hizo su debut con la selección de fútbol de Polonia el 12 de octubre de 2023 en un partido de clasificación para la Eurocopa 2024 contra Islas Feroe que finalizó con un resultado de 0-2 a favor del combinado polaco tras los goles de Sebastian Szymański y Adam Buksa.

### Participaciones en Eurocopas
| Copa          | Sede     | Resultado    | Partidos | Goles |
| ------------- | -------- | ------------ | -------- | ----- |
| Eurocopa 2024 | Alemania | Primera fase | 2        | 0     |

## Clubes
| Club                       | País     | Año       | Partidos | Goles |
| -------------------------- | -------- | --------- | -------- | ----- |
| Chemik Bydgoszcz           | Polonia  | 2013-2014 | 3        | 1     |
| Wda Świecie                | Polonia  | 2014      | 10       | 1     |
| Pogoń Szczecin             | Polonia  | 2015-2016 | 11       | 0     |
| Stomil Olsztyn SA (cedido) | Polonia  | 2017      | 13       | 0     |
| Pogoń Szczecin             | Polonia  | 2017-2018 | 31       | 0     |
| K. R. C. Genk              | Bélgica  | 2018-2020 | 21       | 1     |
| SK Beveren (cedido)        | Bélgica  | 2020      | 5        | 0     |
| Fortuna Düsseldorf II      | Alemania | 2021      | 1        | 0     |
| Fortuna Düsseldorf         | Alemania | 2021-2022 | 46       | 1     |
| PFC Ludogorets Razgrad II  | Bulgaria | 2023      | 1        | 1     |
| PFC Ludogorets Razgrad     | Bulgaria | 2022-2025 | 145      | 28    |
| Udinese Calcio             | Italia   | 2025-     |          |       |

## Palmarés

### Títulos nacionales
| Título                      | Club                   | País     | Año  |
| --------------------------- | ---------------------- | -------- | ---- |
| Primera División de Bélgica | K. R. C. Genk          | Bélgica  | 2019 |
| Supercopa de Bélgica        | K. R. C. Genk          | Bélgica  | 2019 |
| Supercopa de Bulgaria       | PFC Ludogorets Razgrad | Bulgaria | 2022 |
| Copa de Bulgaria            | PFC Ludogorets Razgrad | Bulgaria | 2023 |
| Primera Liga de Bulgaria    | PFC Ludogorets Razgrad | Bulgaria | 2023 |
| Supercopa de Bulgaria       | PFC Ludogorets Razgrad | Bulgaria | 2023 |
| Primera Liga de Bulgaria    | PFC Ludogorets Razgrad | Bulgaria | 2024 |
| Supercopa de Bulgaria       | PFC Ludogorets Razgrad | Bulgaria | 2024 |
| Primera Liga de Bulgaria    | PFC Ludogorets Razgrad | Bulgaria | 2025 |
| Copa de Bulgaria            | PFC Ludogorets Razgrad | Bulgaria | 2025 |